# Совет отцов (телесериал)
«Совет отцов» (англ. Council of Dads) - американский драматический телесериал транслирующийся на телеканале NBC с 24 марта 2020 года.
25 июня 2020 года NBC закрыл телесериал после одного сезона.

## Сюжет
Когда у Скотта обнаруживают рак, он не опускает руки и созывает шестерых друзей, чтобы помочь им стать лучшими отцами для своих детей.

## В ролях

### Основной состав
- Сара Уэйн Кэллис
- Мишель Уивер
- Клайв Стэнден
- Дж. Аугуст Ричардс
- Майкл О’Нил
- Стивен Сильвер

## Обзор сезонов
| Сезон | Сезон | Эпизоды | Дата показа   | Дата показа | Рейтинг Нильсона | Рейтинг Нильсона       |
| Сезон | Сезон | Эпизоды | Премьера      | Финал       | Ранк             | Зрители США (миллионы) |
| ----- | ----- | ------- | ------------- | ----------- | ---------------- | ---------------------- |
|       | 1     | 10      | 24 марта 2020 | 2 июля 2020 | 90               | 4,00                   |

## Список эпизодов

### Сезон 1 (2020)
| № общий | № в сезоне | Название                                     | Режиссёр          | Автор сценария            | Дата премьеры  | Зрители в США (млн) |
| ------- | ---------- | -------------------------------------------- | ----------------- | ------------------------- | -------------- | ------------------- |
| 1       | 1          | «Пилот» «Pilot»                              | Джеймс Стронг     | Джоан Рэйтер & Тони Фелан | 24 марта 2020  | 3.75                |
| 2       | 2          | «Я не в порядке» «I'm Not Fine»              | Джеймс Стронг     | Джоан Рэйтер & Тони Фелан | 30 апреля 2020 | 2.01                |
| 3       | 3          | «Кем ты хочешь быть?» «Who Do You Wanna Be?» | Джонатан Браун    | Тиа Наполитано            | 7 мая 2020     | 2.98                |
| 4       | 4          | «Шестая стадия» «The Sixth Stage»            | Кристофер Мисиано | Берт В. Ройал             | 14 мая 2020    | 2.78                |
| 5       | 5          | «Традиция» «Tradition»                       | Лили Марийе       | Имоджен Бинни             | 28 мая 2020    | 2.74                |
| 6       | 6          | «Лекарства для сердца» «Heart Medicine»      | Джиари МакЛеод    | Памела Гарсиа Руни        | 4 июня 2020    | 2.78                |
| 7       | 7          | «Лучшие планы» «The Best Laid Plans»         | Николь Рубио      | Джейсон Уилборн           | 11 июня 2020   | 2.75                |
| 8       | 8          | «Дорогой папа» «Dear Dad»                    | Бенни Бум         | Дэвид Гулд                | 18 июня 2020   | 2.73                |
| 9       | 9          | «Штормовая погода» «Stormy Weather»          | Джонатан Браун    | Хезер Робб                | 25 июня 2020   | 2.94                |
| 10      | 10         | «Бей или беги» «Fight or Flight»             | Тони Фелан        | Тони Фелан & Джоан Рэйтер | 2 июля 2020    | 2.75                |